# Hans-Jürgen Felsen
Hans-Jürgen Felsen (ur. 30 stycznia 1940 w Bytomiu) – niemiecki lekkoatleta, sprinter, medalista mistrzostw Europy z 1966. W czasie swojej kariery reprezentował Republikę Federalną Niemiec.
Zdobył brązowy  medal w sztafecie 4 × 100 metrów na mistrzostwach Europy w 1966 w Budapeszcie (sztafeta RFN biegła w składzie: Felsen, Gert Metz, Dieter Enderlein i Manfred Knickenberg). Felsen startował również w biegu na 100 metrów, w którym odpadł w półfinale.
Zwyciężył w sztafecie 4 × 100 metrów na letniej uniwersjadzie w 1965 w Budapeszcie, a także zdobył brązowy medal w tej konkurencji na letniej uniwersjadzie w 1961 w Sofii.
Felsen był mistrzem RFN w sztafecie 4 × 100 metrów w 1965, 1966 i 1967. W hali był brązowym medalistą mistrzostw RFN w biegu na 60 metrów w 1965.